# Akola (distrikt)
Akola är ett distrikt i delstaten Maharashtra i västra Indien. Befolkningen uppgick till 1 630 239 invånare vid folkräkningen 2001, på en yta av 5 429 kvadratkilometer. Den administrativa huvudorten är Akola. 

## Administrativ indelning
Distriktet är indelat i sju tehsil (en kommunliknande enhet):
- Akola
- Akot
- Balapur
- Barshitakli
- Murtijapur
- Patur
- Telhara

## Städer
Distriktets städer är:
- Akola, Akot, Balapur, Malkapur, Murtijapur, Patur, Telhara och Umri Pragane Balapur